# Cricket internazionale nel 1893
La stagione internazionale di cricket del 1893 si è disputata dal aprile 1893 a settembre 1893. La stagione ha succeduto quella del 1891-1892 e preceduto quella del 1893-1894.

## Sommario
| Tour internazionali | Tour internazionali | Tour internazionali | Tour internazionali | Tour internazionali | Tour internazionali | Tour internazionali |
| Data                | Squadra di casa     | Squadra ospite      | Risultato [Partite] | Risultato [Partite] | Risultato [Partite] | Risultato [Partite] |
| Data                | Squadra di casa     | Squadra ospite      | Test                | ODI                 | FC                  | LA                  |
| ------------------- | ------------------- | ------------------- | ------------------- | ------------------- | ------------------- | ------------------- |
| 17 luglio 1893      | Inghilterra         | Australia           | 1–0 [3]             | —                   | —                   | —                   |
| agosto 1893         | Paesi Bassi         | Yorkshire           | —                   | —                   | 1–8 [9]             | —                   |

### Inghilterra in Australia
| Test No: 39 | 17–19 luglio | Andrew Stoddart | Jack Blackham | Lord's, Londra                          | Partita patta                       |
| Test No: 40 | 14–16 agosto | W. G. Grace     | Jack Blackham | Kennington Oval, Londra                 | Inghilterra di un innings e 43 runs |
| Test No: 41 | 24–26 agosto | W. G. Grace     | Jack Blackham | Old Trafford Cricket Ground, Manchester | Partita patta                       |